# Морган, Жак де
Жак Жан Мари де Морган (фр. Jacques Jean Marie de Morgan; 3 июня 1857, Уиссо-сюр-Коссон, Франция — 12 июня 1924, Марсель) — французский инженер, геолог, нумизмат, археолог, который вёл раскопки в Иране, Закавказье, Египте, Индии и других странах.

## Биография

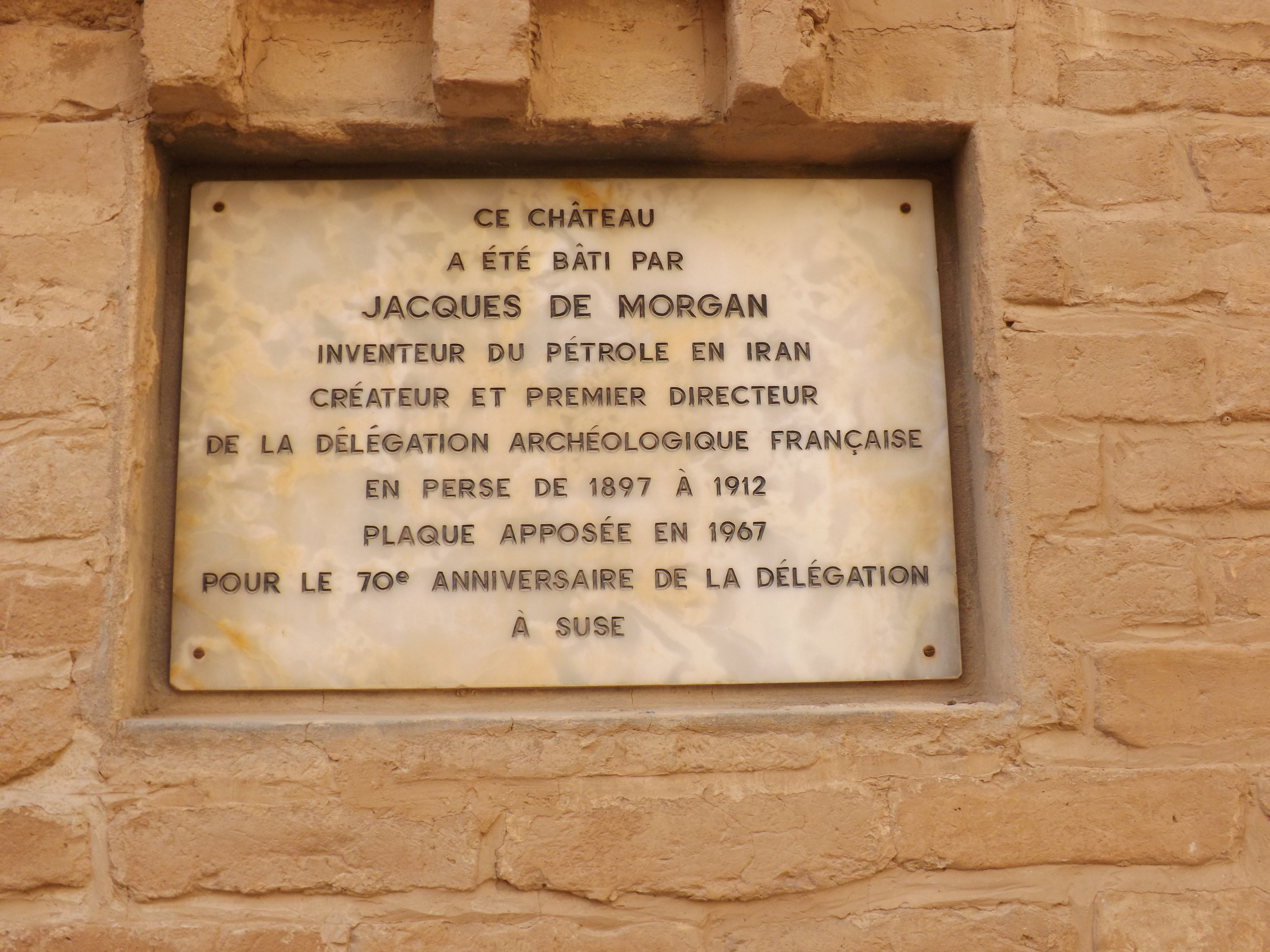
Памятная табличка в замке в Сузах: "Этот замок построен Жаком Де Морганом, первооткрывателем нефти в Иране, создателем и первым директором французского археологического представительства с 1897 по 1912 годы. Табличка открыта в 1967 году к 70-летию французского представительства в Сузах"

Его отец Эжен, инженер по поиску полезных ископаемых, рано познакомил с археологией сына, проявившего особый интерес к геологии, ботанике и палеонтологии. Жак пошёл по стопам отца и в 1882 году окончил Парижскую горную школу. 
В качестве инженера он работал на рудниках в Бельгии, Швеции, Трансильвании, на Кавказе и в Восточной Армении, Малайе, Индии и Персии. Так, на территории современной Малайзии он занимался разработкой оловянных рудников в Пераке (1884—1885). Британский губернатор также поручил ему составить карту региона, что позволило ему познакомиться с местным населением, провести этнографические исследования, собрать коллекции бабочек, моллюсков и растений. 
В конце XIX века работал на территории Российской империи вместе с Морисом Шапером, руководил раскопками в Ахтале и Алаверди. В 1887—1889 годах обнаружил в Ахтале каменные гробницы VIII века до нашей эры, наполненные глиняными, бронзовыми и железными предметами. В 1891 году первым сообщил о наличии нефти в посещённых им регионах. Познакомившись во время своего пребывания с историей Армении, тридцать лет спустя он энергично отреагировал на геноцид, совершённый османским правительством.
Первоначальной специальностью де Моргана была египтология. С 1892 по 1897 годы он, назначенный на место Эжена Гребо на посту директора, возглавлял Верховный совет древностей Египта, учреждённый Огюстом Мариеттом и Гастоном Масперо. Проводил раскопки вокруг Мемфиса, предоставив множество рисунков многих египетских пирамид. Полностью раскопав некрополь Дахшура, в 1894 году отыскал сокровища принцесс в галереях цариц усыпальницы Сенусерта III. В то же время его заинтересовали и обнаруженные доисторические каменные орудия, что легло в основу его основоположной книги по доисторическому периоду этой страны «Исследование происхождения Египта» (1896). 
В 1897 году он был отправлен Министерством народного просвещения генеральным делегатом в Персию с поручением произвести раскопки на иранской территории; он первым делом отправился в Сузиану, пытаясь повторить маршруты ассирийских походов в Элам. В начале XX века де Моргану удалось убедить персидского шаха даровать французам монополию на раскопки в пределах Ирана. Его самым крупным достижением стало археологическое исследование Суз, где, помимо прочего, был им обнаружен знаменитый свод законов Хаммурапи. Важной находкой стала и знаменитая Победная стела Нарам-Сина, привезенная в Сузы в качестве военной добычи эламским царем Шутрук-Наххунте. Во время работы де Моргана в Сузах для хранения находок и работы археологов прямо на территории древнего памятника был построен замок, который теперь носит его имя (фр. Chateau De Morgan).

## Труды
- Catalogue des monuments et inscriptions de l’Égypte antique. Т.1: Nubie à Kom Ombos. 1894; Т. 2 и 3: Description du Temple d’Ombos. 1895–1909.
- Fouilles a Dahchour. Mars–Juin 1894. Holzhausen, Wien 1895[4].
- Fouilles a Dahchour. 1894–1895. 2 тома, Holzhausen, Wien 1903[5].
- Recherches sur les Origines de l’Égypte. 2 тома, 1896–1897.
- Manuel de Numismatique Orientale. 3 тома, 1923–1936 (не окончено).
- Доисторическое человечество. Общий очерк доисторического периода / пер. В. Худадова, предисл. В. А. Городцова. — М.—Л.: Государственное издательство, 1926.